# Гаркуша, Кузьма Дмитриевич
Кузьма Дмитриевич Гаркуша (1917—1983) — майор Советской Армии, участник Великой Отечественной войны, Герой Советского Союза (1943).

## Биография
Кузьма Гаркуша родился 3 августа 1917 года в посёлке Грузско-Ломовка (ныне относится к администрации города Макеевка Донецкой области Украины) в рабочей семье. Окончил педагогический техникум. В 1936 году Гаркуша был призван на службу в Рабоче-крестьянскую Красную Армию. В 1939 году он окончил Ворошиловградскую военную авиационную школу пилотов, проходил службу в ВВС Киевского военного округа. С июня 1941 года — на фронтах Великой Отечественной войны в составе 253-го истребительного авиаполка. Принимал участие в боях на Юго-Западном, Северном, Сталинградском, 2-м Белорусском фронтах.
К июню 1943 года старший лейтенант Кузьма Гаркуша командовал эскадрильей 907-го истребительного авиаполка 101-й истребительной авиадивизии войск ПВО. К тому времени он совершил 320 боевых вылетов, принял участие в 30 воздушных боях, в которых сбил, по данным наградных документов, 9 самолётов лично и 5 — в составе группы. Подтверждёнными являются 7 личных и 5 групповых побед аса. Также на земле он уничтожил 25 транспортных самолётов противника.
Указом Президиума Верховного Совета СССР от 9 октября 1943 года за «образцовое выполнение боевых заданий командования на фронте борьбы с немецкими захватчиками и проявленные при этом мужество и героизм» старший лейтенант Кузьма Гаркуша был удостоен высокого звания Героя Советского Союза с вручением ордена Ленина и медали «Золотая Звезда» за номером 1201.
В 1947 году в звании майора Гаркуша был уволен в запас. Проживал в Донецке. Скончался 21 января 1983 года, похоронен в Донецке, на Мушкетовском кладбище.
Был также награждён тремя орденами Красного Знамени и рядом медалей.